# Parosphromenus nagyi
Parosphromenus nagyi är en fiskart som beskrevs av Schaller, 1985. Parosphromenus nagyi ingår i släktet Parosphromenus och familjen Osphronemidae. Inga underarter finns listade i Catalogue of Life.